# SS-Schütze

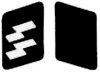
Spallina del SS-Schütze

SS-Schütze era il grado più basso delle SS (Schutzstaffel), unità paramilitare del Partito Nazista. La parola tedesca Schütze equivale in lingua italiana a "soldato". Equivaleva al grado Schütze dello Heer, al grado Matrose della Kriegsmarine e al grado Flieger della Luftwaffe.